# Protoerigone
Protoerigone là một chi nhện trong họ Linyphiidae.